# Бексгефеде
Бексгефе́де (нім. Bexhövede), або Бексгьоф (ниж.-нім. Bexhöv) — поселення в Німеччині, Нижня Саксонія, район Куксгафен, громада Локсштедт. Розташоване на північному сході громади, на південному березі річки Рор. Площа — 12,27 км². Населення — 2227 осіб (2011); густота населення — 181 осіб/км². Відоме з ХІІ ст. Назва походить від старосаксонського Buxhoevede — «струмкове джерело». 1974 року увійшло до складу громади Локсштедт. Родове гніздо німецької шляхетної родини Буксгевденів. Туристична принада — лютеранська Церква святого Івана Хрестителя (1184), збудована неподалік колишнього замку Буксгевденів. Поштовий код — 27612. В історичних документах відоме під різними назвами —  Буксгевден, Буксгеведен (Buxhoevden), Бекесговеде (Bekeshovede, 1184), Бікесговед (Bikeshoved, 1194), Віккесговеде (Vikkeshovede, 1224).

## Галерея

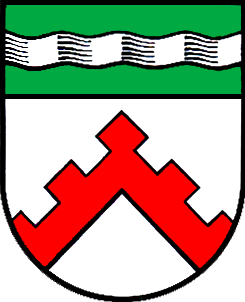
Герб
Бексгефеде на карті громади
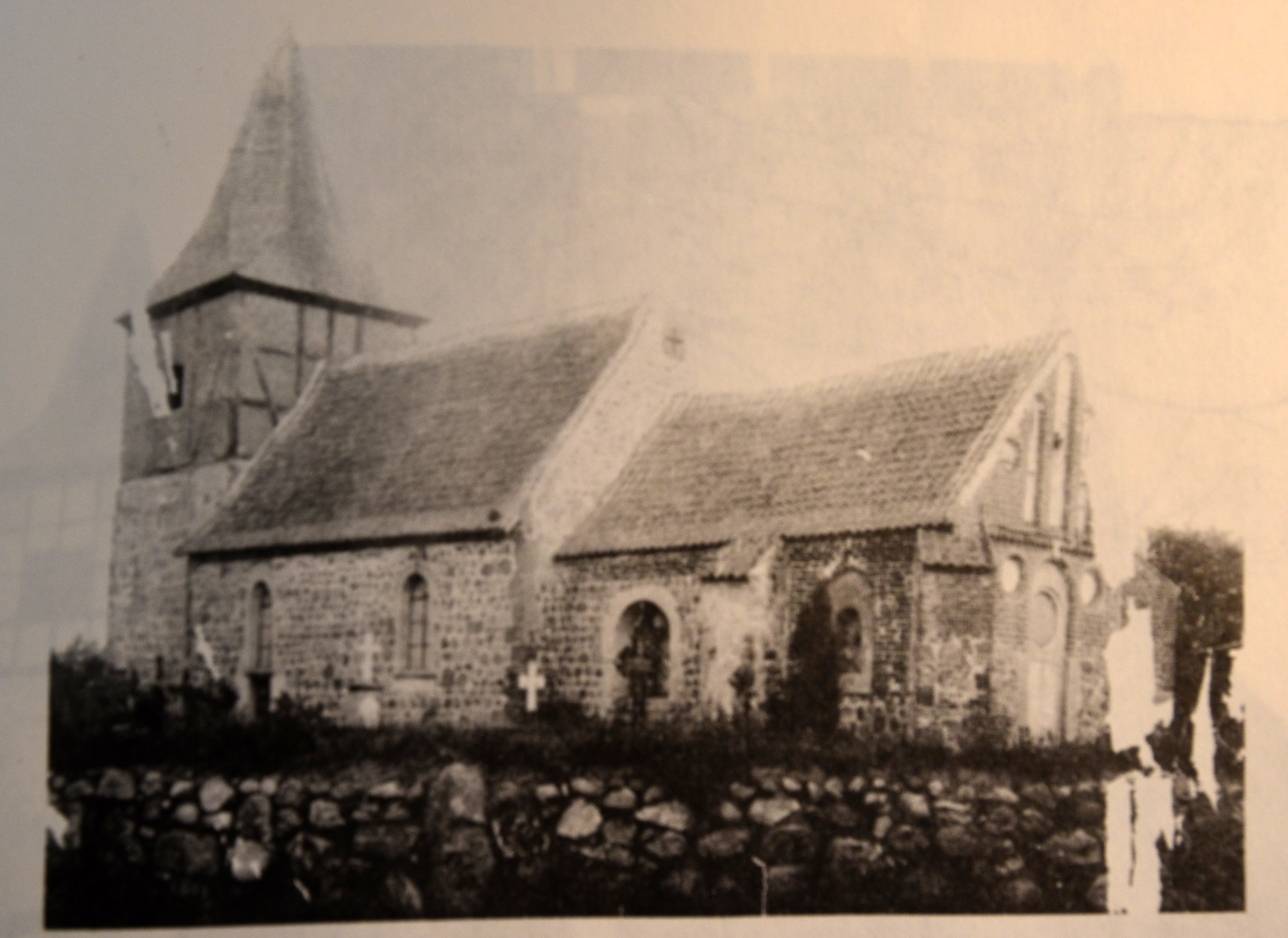
Церква св. Івана Хрестителя
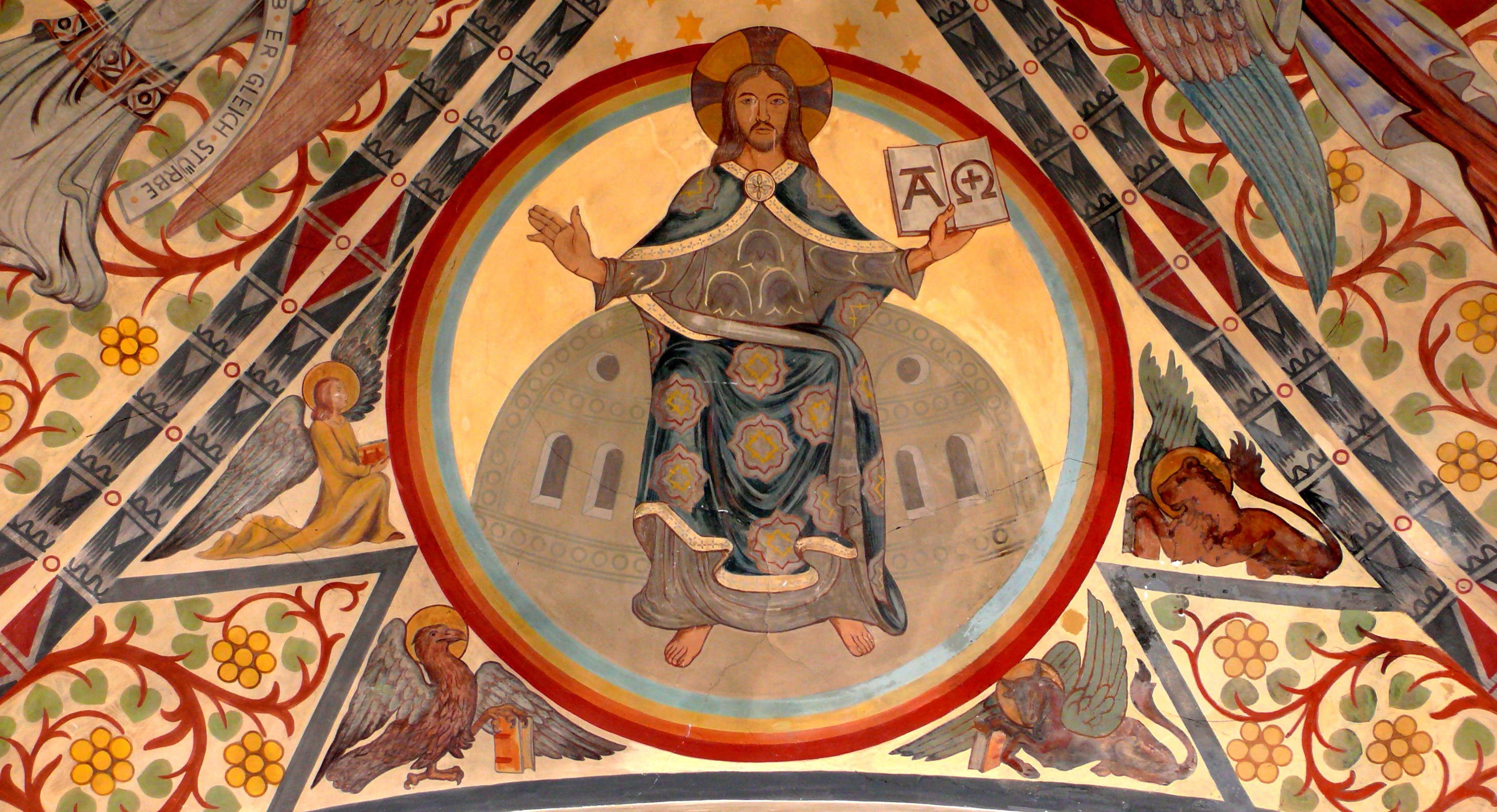
Розписи в Церкві

## Уродженці
- Альберт фон Буксгевден (1165—1229) — перший ризький єпископ.